# 青木龍山
青木 龍山（あおき りゅうざん、1926年8月18日 - 2008年4月23日）は、日本の陶芸家である。
佐賀県西松浦郡有田町生まれ。本名は久重（ひさしげ）。多摩美術大学日本画科卒業。染め付けや色絵の白磁の町・有田で、漆黒の天目釉を中心とした作陶で知られる異色の作家。位階は従三位。

## 略歴
1926年（大正15年）有田町の陶磁器製造販売会社の長男として生まれる。佐賀県西松浦郡有田町外尾山の陶磁器製造販売会社「青木兄弟商会」の長男として生まれ、外尾尋常小学校に通う。佐賀県立有田工業学校を経て、1951年（昭和26年）多摩美術大学日本画科を卒業すると同時に、神奈川県の法政大学第二高等学校および法政大学女子高等学校の美術教師となり、以後二年間勤務するが、父に呼び戻されて、祖父の興した会社に入る。
青木家は16世紀後半より、外尾山窯および廟祖谷窯で代々窯元として業を為して来たが、1899年（明治32年）祖父・甚一郎によって、貿易を主とした内外向け陶磁器製造販売を広く手がける青木兄弟商会へと発展する。父の代に有田陶業と改名するも、のちに倒産。そこで龍山は、フリーの陶磁器デザイナーとして生計を立てながら日展入選を目指し、個人作家として生きる道を決意する。1954年（昭和29年）第十回日展に「花紋染付大皿」で初出展初入選を果たし、以降順調に入選を重ねて、いわゆる日展系の作家として頂点に立つ。
染め付けや色絵の町・有田にあって、一貫して広口の磁器の張りのある豊かなフォルムを追求し続け、漆黒の天目釉に鉄砂、銀砂、青、翠などで条線文様を施したモダンなデザインで、花器を中心に新境地を展開し、有田焼の代表的作家となった。
生涯、弟子を取らずに妻・綾子（2007年死去）と共に二人三脚で天目を焼き続け、焼き物の里・佐賀で初めての文化勲章受章者となる。2008年（平成20年）4月23日、肝臓癌により死去。81歳没。従三位に叙せられる。
陶芸家の青木清高は長男。

## 栄誉
- 1971年（昭和46年）第三回日展で「豊」が、特選受賞。
- 1973年（昭和48年）第十二回現代工芸美術展で「豊延」が、会員賞および文部大臣賞受賞。
- 1981年（昭和56年）社団法人日本現代工芸美術家協会理事に就任。
- 1982年（昭和57年）社団法人日展会員。
- 1988年（昭和63年）第二十七回日本現代工芸美術展で「天目韻律」が、理事出品にて文部大臣賞受賞。社団法人日展評議員に就任。
- 1991年（平成3年）第二十二回日展出品作「胡沙の舞」にて、第四十七回日本芸術院賞受賞。社団法人日展理事に就任。
- 1992年（平成4年）日本芸術院会員。
- 1993年（平成5年）第五十二回西日本文化賞受賞。社団法人日本現代工芸美術家協会副会長、および社団法人日展常務理事に就任。
- 1999年（平成11年）文化功労者。
- 2000年（平成12年）佐賀大学美術科客員教授に就任。
- 2005年（平成17年）文化勲章受章。